# Menlo (Georgia)
Menlo – miasto w Stanach Zjednoczonych, w stanie Georgia, w hrabstwie Chattooga.